# Hilton Forrest Deakin
Hilton Forrest Deakin AM (* 13. November 1932 in Seymour, Australien; † 28. September 2022) war ein australischer Geistlicher und römisch-katholischer Weihbischof in Melbourne.

## Werdegang
Hilton Deakin wurde 1932 als Sohn von Arthur und Ruby in Seymour geboren und erhielt seine frühe Ausbildung in St. Joseph's Finley (NSW), St. Mary's Thornbury und dem Parade College East Melbourne. Er trat 1951 in das Corpus Christi College Seminar, damals in Werribee, ein. Der Koadjutorerzbischof von Melbourne, Justin Daniel Simonds, weihte ihn am 27. Juli 1958 in der St. Patrick’s Cathedral in Melbourne zum Priester und wurde in den Klerus des Erzbistums Melbourne inkardiniert. Deakin arbeitete als Pfarrer in Moonee Ponds; St. Patrick’s Cathedral; Box Hill; Glen Iris und Mount Eliza. Im Jahr 1987 wurde Deakin zum Generalvikar der Erzdiözese ernannt
Am 30. Dezember 1992 wurde er von Papst Johannes Paul II. zum Weihbischof in Brisbane und Titularbischof von Murthlacum ernannt. Der Erzbischof von Melbourne Thomas Francis Little weihte ihn am 3. März des nächsten Jahres zum Bischof; Mitkonsekratoren waren Joseph Peter O’Connell, Weihbischof in Melbourne, und Eric Gerard Perkins, Weihbischof in Melbourne.
Deakin war in verschiedenen Bereichen tätig: im Pastoralausschuss, dem Personalbeirat, dem Beraterkollegium, dem Diözesanfinanzrat, dem Vorsitz der katholischen Kapitalzuschüsse, dem Vorsitz des Mannix College Council, als Mitglied des Priesterpensionsfonds und als Ex-officio-Mitglied des Priesterrats. Deakin wurde auch zum Bischofsvikar für Migranten und Flüchtlinge ernannt. Er hegte ein großes Interesse für die Kirchenmusik und die besondere Arbeit des St. Patrick’s Cathedral Choir.
Deakin setzte sich besonders für Menschen ein, die unter wirtschaftlicher, geistiger und kultureller Benachteiligung leiden. In den 1970er Jahren erwarb er einen Bachelortitel an der Monash University und schloss 1977 mit einem PhD in Anthropologie das Studium ab. Aus seinen Interessengebieten im Studium, insbesondere im Bereich der Aborigines, entstanden internationale Projekte und Funktionen, darunter die des Präsidenten von Caritas Ozeanien und des Vizepräsidenten von Caritas Internationalis. Außerdem engagierte Deakin sich für das von Indonesien besetzte Osttimor und leistete umfangreiche Arbeit für den 40. Eucharistischen Kongress.
Am 13. November 2007 nahm Papst Benedikt XVI. Deakins aus Altersgründen vorgebrachtes Rücktrittsgesuch zu seinem 75. Geburtstag an. Er verstarb am 28. September 2022 im Alter von 89 Jahren.

## Ehrungen und Auszeichnungen
2003 wurde Deakin für den Dienst an der internationalen Gemeinschaft, insbesondere durch die katholische Hilfsorganisation Caritas Australien und für die Menschen in Osttimor zum Member des Order of Australia ernannt. Er erhielt 2001 die Centenary Medal und 2012 den Ordem de Timor-Leste und den Ordem Dom Martinho Lopes.